# Pedro Alcalde Liza
Pedro Alcalde (Callao, Perú, 26 de noviembre de 1870-Callao, 1949) fue un deportista y dirigente deportivo peruano. Fue padre de los también futbolistas Víctor Alcalde, Pedro Alcalde, Jorge Alcalde y Teodoro Alcalde. 

## Trayectoria
Practicó cricket en clubes del Callao. Luego de su retiro se dedicó a la dirigencia deportiva siendo fundador y dirigente de varios clubes chalacos de la época.
Fue presidente del Sport Boys Association de 1933 a 1937.